# Stephan Joho
Stephan Joho (Bremgarten, 4 settembre 1963) è un ex ciclista su strada e pistard svizzero.
Professionista dal 1986 al 1992, vinse due tappe al Giro d'Italia.

## Carriera
Dopo aver partecipato alle gare su pista dei Giochi olimpici di Los Angeles 1984, passò professionista su strada nel 1986. Ottenne diversi successi sia in Italia, tra cui Giro di Romagna, Gran Premio Industria e Commercio di Prato e due tappe al Giro d'Italia, sia in patria, dove conta la vittoria di tappe nelle due principali competizioni a tappe elvetiche, Tour de Romandie e Tour de Suisse, e diversi piazzamenti nelle gare in linea, secondo al Giro del Lago Maggiore del 1986, nel Gran Premio del Canton Argovia del 1989 e terzo nel Gran Premio di Lugano del 1987.
Attivo anche su pista, vinse la Sei giorni di Zurigo nel 1991, mentre l'anno precedente era giunto secondo, risultato ottenuto anche nella Sei giorni di Dortmund nel 1986.

## Palmarès

### Strada
- 1985 (dilettanti)

Gran Premio Città di Chiasso
- 1986 (KAS, sei vittorie)

4ª tappa Vuelta a Andalucía (Cordova > Linares)
Nordwest-Schweizer-Rundfahrt
5ª tappa, 1ª semitappa Tour de Romandie (Delémont > Neuchâtel)
1ª tappa Vuelta a Aragón
3ª tappa Vuelta a Aragón
Classifica generale Vuelta a Aragón
2ª tappa Tour du Limousin (Saint-Yvriex > Tulle)
- 1987 (KAS, cinque vittorie)

3ª tappa Tour de Romandie (Le Locle > Bussigny)
5ª tappa Vuelta a Aragón
Classifica generale Vuelta a Aragón
2ª tappa Tour du Limousin (Saint-Yvriex > Tulle)
2ª tappa Volta Ciclista a Catalunya (Tortosa > Salou)
- 1988 (Ariostea, cinque vittorie)

Giro di Romagna
3ª tappa Giro di Puglia (Cerignola > Sant'Eremo in Colle)
3ª tappa Giro d'Italia (Ascoli Piceno > Vasto)
1ª tappa Tour de Suisse (Dübendorf > Dübendorf)
9ª tappa Tour de Suisse (Coira > Sciaffusa)
- 1989 (Ariostea, due vittorie)

6ª tappa Giro d'Italia (Potenza > Campobasso)
Gran Premio Pino Cerami
- 1990 (Ariostea, cinque vittorie)

5ª tappa, 2ª semitappa Giro del Belgio
Classifica generale Schwanenbrau Cup
3ª tappa Schwanenbrau Cup
Gran Premio Industria e Commercio di Prato
Gran Premio di Mendrisio
- 1991 (Ariostea, due vittorie)

1ª tappa Vuelta a Burgos (Burgos > Aranda de Duero)
4ª tappa Vuelta a Burgos (Ona > Medina de Pomar)

### Pista
- 1991

Sei giorni di Zurigo (con Werner Stutz)

## Piazzamenti

### Grandi Giri
- Giro d'Italia

1988: ritirato (18ª tappa)
1989: ritirato (20ª tappa)
1990: 74º
- Tour de France

1987: fuori tempo massimo (3ª tappa)

### Classiche monumento
- Milano-Sanremo

1988: 103º
- Giro delle Fiandre

1989: 50º
1990: 86º
- Parigi-Roubaix

1988: 4º
1990: 84º
1991: 37º
- Liegi-Bastogne-Liegi

1991: 62º

### Competizioni mondiali
- Campionati del mondo su strada

Colorado Springs 1986 - In linea: ritirato
Villach 1987 - In linea: ritirato
Ronse 1988 - In linea: ritirato
- Giochi olimpici

Los Angeles 1984 - Inseguimento: non classificato
Los Angeles 1984 - Corsa a punti: ritirato